# 矢澤宏太
矢澤宏太（日语：／ Yazawa Kōta，2000年8月2日—）是出生於东京都町田市的職業棒球選手，守備位置為投手及外野手，為左投左打的球員，是現役的投打二刀流職業棒球員，目前效力于日本職棒北海道日本火腿鬥士。

## 早期生涯
矢澤宏太於5岁时开始打棒球，中學時在町田校隊；高校時进入藤嶺學園藤澤高等學校就讀，从第一年夏天开始成為校隊的替補選手。同年秋天成为校隊的王牌选手，是兼任投手和外野手的二刀流選手。他在高校時期，全國高等學校棒球錦標賽神奈川大會最好的成績是第八名，在第三年夏天，於神奈川锦标赛南區的八強赛中敗給橫濱創學館高等學校，没有参加過甲子園大會；以投手身分最高球速為每小時149公里，並以擊球員身分擊出32支全壘打。之後他提交了日本職業棒球員申請表，但在2018年日本職棒選秀會上没有被指名 。
高校毕业后，他进入日本體育大學就讀。在第一年擔任擊球員，就獲得較多的出賽機會；在第二年的秋季联赛中獲選最佳九人。从第三年开始成為二刀流球員，他星期六擔任投手，星期日担任外野手；第四年入选哈連盃國際棒球邀請賽日本国家队，首轮第4場對上意大利隊的比赛中担任先發投手，6局無失分成为勝投，球隊以9-0獲勝。之後在季軍賽對上美国队，他在第3局替補投手，投了4局丢了3分，全是自責分，球队以1-5输球。
他在2022年9月1日再次提交日本職業棒球員申請表。在2022年日本職棒選秀會上，獲北海道日本火腿斗士队以第一指名入選。入隊後以12號作為背號。

### 日本火腿时代

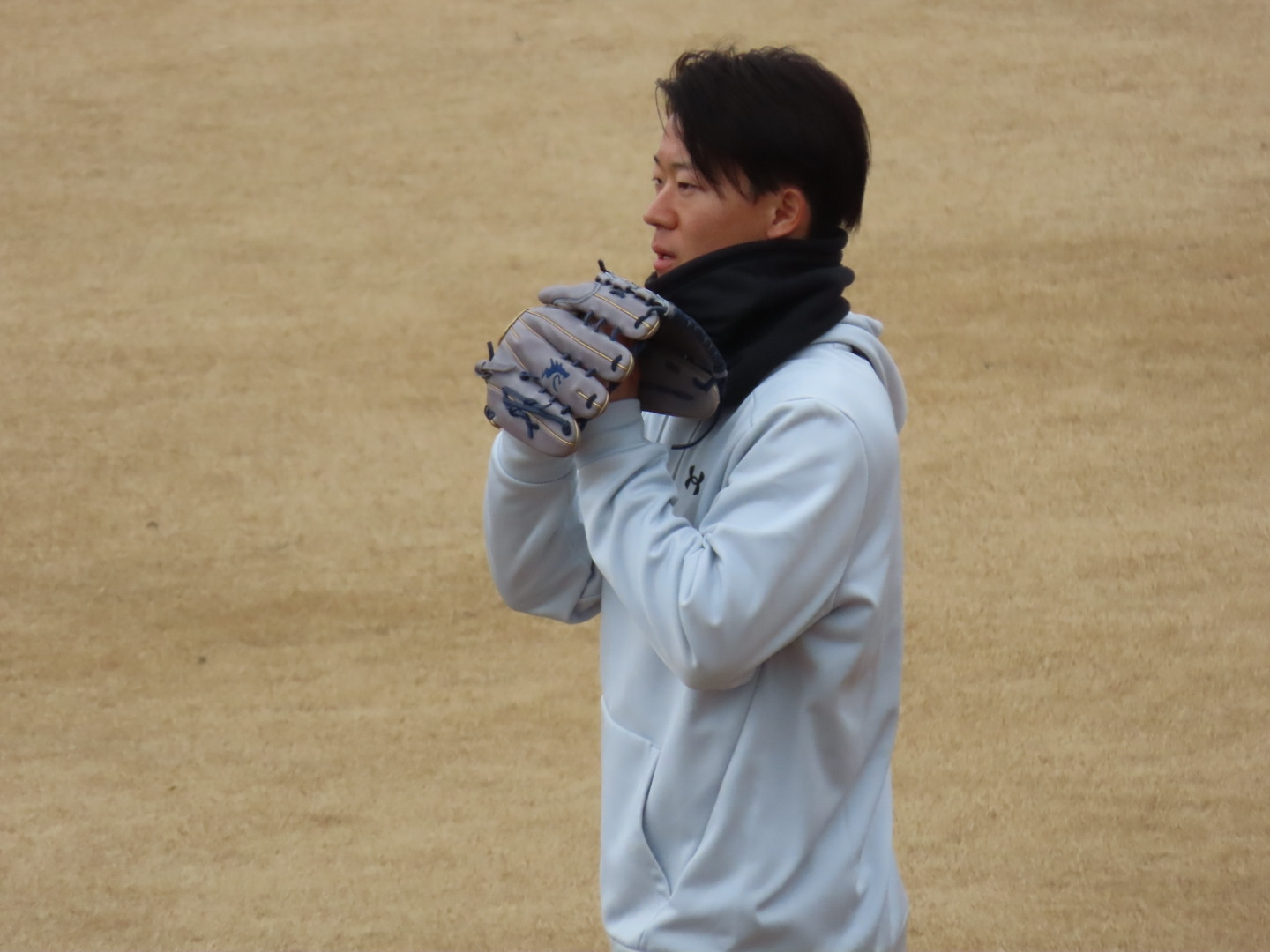
2023年1月22日，在鬥士鐮谷體育場

2023年球季是他在職業生涯的第一個球季，矢澤宏太就在一軍開季。4月1日是他生涯的第一場出賽，先發右外野手對戰東北樂天金鷲，在第二打席時面對瀧中瞭太擊出他生涯的第一支安打；4月4日對上千葉羅德海洋隊，在第1局上半上壘後，發動盜壘並順利盜上二壘，這是他職業生涯首次盜壘成功；4月9日對上歐力士野牛隊，在第3局上半面對山岡泰輔擊出帶有兩分打點的安打，這是他在職業生涯的第一分及第二分打點；4月30日對上福岡軟銀鷹隊，在第5局下半，面對藤井皓哉擊出全壘打，這是他在職業生涯的第一支全壘打。5月21日對上歐力士野牛隊，他在第8局球隊落後6分時上場投球，面對三位擊球員全數出局，這是他第一次以投手身分上場，其中面對廣岡大志時投出職業生涯首次三振。6月3日對上讀賣巨人的比赛中，他作为三垒跑垒员回壘時與清水優心接觸，經診斷後為右膝内侧副韧带轻度损伤，并于6月5日被抹消登錄，之後於8月8日重新登錄；截至8月15日，當年球季96個打數擊出17支安打和4分打點，打擊率0.177；以投手身分面對7個打席，被敲出1支安打，尚未失分。

## 球员的特点
矢澤宏太以投手身分時，可投出最高速度为每小時152公里的快速球、擅長滑球及變速球等變化球。以野手身份時，除了有長打能力外，他跑50公尺僅耗時不到6秒。大学时期，他跑50公尺用时5.8秒，長傳距離為115公尺。球隊的總教練新庄剛志給予良好的評價。